# Landl
Landl là một đô thị thuộc huyện Liezen bang Steiermark, nước Áo. Đô thị Landl có diện tích 104,3 km², dân số thời điểm cuối năm 2008 là 1327 người.